# کی. کی. داونینگ
کنث «کی.کی.» داونینگ جی‌آر. (به انگلیسی: K.K. Downing) نوازنده گیتار، آهنگساز و یکی از اعضای اولیه گروه هوی متال بریتانیایی جوداس پریست است. او ۲۷ اکتبر، ۱۹۵۱ در وست برومویچ انگلستان متولد شد. نام کی.کی. لقبی بود که او در دانمارک از دختری که نمی‌توانست نام او را صحیح تلفظ کند گرفت.
او در ۱۵ سالگی از مدرسه اخراج شد و در ۱۶ سالگی از خانه هم او را بیرون کردند، آن زمان او آنچنان بلندهمت نبود تا زمانی‌که او در همان سن اولین گیتار خود را خرید.
در جدول بهترین نوازندگان گیتار متال مجله راک مگزین کی.کی. داونینگ در رده بیست و سوم جای دارد.